# هتشيرود (مقاطعة تشالوس)
هتشيرود (بالفارسية: هچی‌رود) هي قرية تقع في قسم كلارستاق الغربي الريفي (مقاطعة تشالوس) في إيران. يقدر عدد سكانها بـ 1,750 نسمة .